# Berlin – Brüderstraße 13
Berlin – Brüderstraße 13 ist ein Dokumentarfilm des DEFA-Studios für Dokumentarfilme von Peter Vatter aus dem Jahr 1987, der im Auftrag des Fernsehens der DDR gedreht wurde.

## Handlung
Das barocke Bürgerhaus in der Berliner Brüderstraße 13 steht an dieser Stelle seit etwa 250 Jahren und gehört zu den Kostbarkeiten Berlins und seiner Kultur. Es befindet sich inmitten neuzeitlicher Bauten, wo sich im Mittelalter Handelsleute an einem Übergang über die Spree ansiedelten, die kleinen Städte Cölln und Berlin sich zu einer größeren Stadt zusammenschlossen, wo sich in der Nähe die Residenz der preußischen Könige und der Kaiser des Deutschen Reichs befand. Eine erste urkundliche Erwähnung der Brüderstraße ist aus dem Jahr 1440 bekannt, die den Namen wegen des dort befindlichen Klosters der Barmherzigen Brüder bekam, weshalb auch die umliegenden Häuser bis 1537 in kirchlichen Besitz waren.
Die älteste bildliche Darstellung stammt aus dem Jahr 1690, bereits damals war die Brüderstraße mit gemauerten und geputzten Häusern bebaut. Die eine Seite im Renaissance-Stil, die andere Seite im Barock-Stil und die am Ende befindliche Petrikirche wurde im Gotik-Stil errichtet. Aus den Grundstücksakten kann man ersehen, dass das Haus Nummer 13 im Jahr 1660, auf den Fundamenten von ehemals zwei Gebäuden, als Zweigeschosser für den kurfürstlichen Leibarzt errichtet wurde. Über die im Anschluss dort wohnenden Reichsgrafen, Minister und das kurfürstliche sowie königliche Hofpersonal, ist wenig bekannt. Die prunkvollen Räume und Säle wurden um 1747 aufgeteilt und Seitenteile des Hauses aufgestockt, als der Kaufmann Johann Ernst Gotzkowsky das Gebäude übernahm. Nur die prunkvolle Treppe, die aus Eichenholz geschnitzt war, blieb erhalten und verleiht dem Haus seit 1710 eine rustikale Festlichkeit. Seit dem 1787 der Schriftsteller Friedrich Nicolai und Inhaber der Nicolaischen Buchhandlung, die sich im gleichen Haus befand, hier einzog, wurde diese Anschrift unter dem Namen Nicolaihaus über die Grenzen der Stadt und Preußens bekannt. Mit dem Erwerb des Hauses ließ Nicolai durch den Maurermeister Carl Friedrich Zelter bedeutende bauliche Veränderungen ausführen. Größere Räume wurden aufgeteilt, Treppen eingebaut, dunkle Ecken benutzbar gemacht und die zweite Toreinfahrt zugemauert. Fortan stand dieses Haus offen für Naturwissenschaftler und Künstler der Berliner Gesellschaft sowie prominenten Berlinreisenden, die sich hier zu Diskussionen, Theateraufführungen und Konzerten trafen. 
Auf einem Gemälde aus dem Jahr 1808 kann man in der Brüderstraße ein gehobenes, bürgerliches Milieu erahnen. Zu den Bewohnern in jener Zeit gehörten auch Andreas Schlüter und der Hofbuchdrucker Rudolf Ludwig Decker. Die Nicolaische Buchhandlung wurde zum repräsentativen Haus im Zentrum Berlins, ein Anziehungspunkt für Einheimische und Reisende, die sich für die Druckerzeugnissen der Aufklärung interessierten. Kein weiterer deutschsprachiger Verlag war für diese Interessenten so publikationsfreudig wie Nicolais, dessen Buchhandlung zu den fünf führenden in Berlin zählte. Mit Gotthold Ephraim Lessings Briefe, die neueste Literatur betreffend begann seine verlegerische Tätigkeit, die sich vor allen Dingen gegen Unwissenheit und Vorurteile richtete. Sein Lebenswerk wurde durch die geistige Verbundenheit mit den befreundeten Lessing und Moses Mendelssohn, nicht nur als Verleger, sondern auch als Autor beeinflusst.  
Während der Befreiungskriege 1813 bis 1815 war das Haus Nummer 13 in der Brüderstraße noch Treffpunkt der patriotischen Bürger Berlins. Anders verhielt es sich während der Märzrevolution 1848, als man sich zu dieser fast nur neutral verhielt. Mit der Ausbreitung der Industrialisierung um das Jahr 1900 ging die Zeit des Bürgerhauses schnell zu Ende. Die kleinen Häuser verarmten immer mehr, sie wurden Asyl für Kleinhändler und andere Geschäfte, während in den umliegenden Straßen immer mehr Warenhauskonzerne ihre großen Häuser eröffneten. Der Glanz und Schmuck des Hauses Brüderstraße 13 verging. 1910 gab es noch einmal einen Aufschwung, als in Erinnerung an einen ehemals regelmäßigen Besucher ein Lessingmuseum eingerichtet wurde. 1937 war es noch im Berliner Adressbuch verzeichnet, länger durfte das Museum im Nationalsozialismus nicht existieren. Es blieb nur noch ein Haus ohne Gesicht. Heute zeigt sich das Haus wieder in dem Aussehen des 18. Jahrhunderts. Die Mehrzahl der genutzten Räume beherbergt jetzt die Arbeitsplätze des Instituts für Denkmalpflege. Der Innenhof, der in den Sommermonaten für Konzerte und Theateraufführungen genutzt wird, strahlt wieder eine entspannte und beruhigende Atmosphäre aus.

## Produktion und Veröffentlichung
Berlin – Brüderstraße 13 wurde im Jahr 1987 im 35-mm-Format auf ORWO-Color gedreht und hatte seine Erstausstrahlung am 25. Februar 1987 im 1. Programm des Fernsehens der DDR. Eine erste Aufführung in einem Kino erfolgte am 14. Mai 1987 innerhalb der Veranstaltungsreihe „Angebote“ im Berliner Kino Babylon.

## Kritik
Paul Kaiser meinte in der Wochenendausgabe der Berliner Zeitung vom 28. Februar und 1. März 1987: 

„Das Team um Regisseur Peter Vatter brachte, mit Vivaldis ‚Jahreszeiten‘ unterlegt, Fakten und Erzähltes in mit fleißigen Recherchen erarbeiteter Stoffvielfaltauf den Bildschirm. Zeitdokumente wurden montiert mit Kamera-Blicken auf das neue Berlin, wobei diese an manchen Stellen überwogen. Insgesamt ein interessanter Beitrag zur Stadtgeschichte.“